# ريغ جشمة (استر أباد)
ریغ جشمة (بالفارسية: ریگ‌چشمه) هي قرية تقع في إيران في قسم استر أباد الریفي. يقدر عدد سكانها بـ 17 نسمة .